# The Art of Cookery Made Plain and Easy
The Art of Cookery Made Plain and Easy è un libro di cucina di Hannah Glasse (1708-1770) pubblicato nel 1747. Il libro vendette numerose copie nell'arco di un secolo dalla sua prima uscita, rivelandosi un bestseller e diventando uno dei ricettari in lingua inglese più celebri dell'epoca. L'opera venne riedita complessivamente almeno 40 volte e molte delle sue ristampe non sono ufficiali. L'opera venne pubblicata per la prima volta a Dublino nel 1748 e negli USA nel 1805.
In una sua nota intitolata "Al lettore", Glasse riporta di aver scritto The Art of Cookery Made Plain and Easy adottando un registro affinché anche le persone meno istruite, come i servi che lavoravano in cucina, fossero in grado di capirlo.
L'opera ha subito diversi rimaneggiamenti e col tempo si sono venute ad aggiungere sempre nuove ricette. Essa contiene alcune delle prime ricette del trifle e del piccalilli, più una delle Hamburgh sausages (antenate dei moderni hamburger); vi è anche una delle prime preparazioni contenenti il curry. Sebbene, all'interno dell'opera, Glasse si lamenti dell'influenza che esercitava la gastronomia francese in quella britannica, vi incluse piatti in qualche modo ispirati alla cucina d'Oltralpe. Altre ricette utilizzano ingredienti importati tra cui cacao, cannella, noce moscata, pistacchi e muschio.
The Art of Cookery Made Plain and Easy venne edito nei territori occupati dalle tredici colonie d'America e continuò a essere letto anche al termine della guerra d'indipendenza americana. I presidenti americani Thomas Jefferson e George Washington disponevano di una copia del tomo di Glasse.